# ميشيل بلاتيني

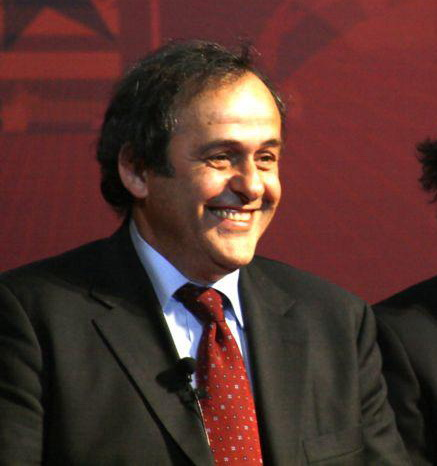
ميشيل بلاتيني

ميشيل بلاتيني (بالفرنسية: Michel Platini)‏ لاعب كرة قدم فرنسي سابق (ولد في 21 يونيو 1955) من أصل إيطالي نسبة إلى جده فرانشيسكو والذي هاجر من إيطاليا إلى فرنسا لتأسيس نفسه. لعب للمنتخب الفرنسي لكرة القدم. يعد أحد أساطير الكرة في عصره. يعد بلاتيني أحد أعظم وأفضل مناولي الكرات في تاريخ كرة القدم، وعلى الرغم من أنه يلعب في خط الوسط إلا أنه أيضا برز بشكل كبير في التهديف. قال عنه بوبي تشارلتون «هذا اللاعب يستطيع دفع الكرة عبر عين الإبرة وينتهي أمرها إلى شباك المرمى». بلاتيني أيضا يتميز في تنفيذ الركلات الحرة.
تألق بلاتيني كثيراً في كأس الأمم الأوروبية لكرة القدم 1984, حيث حصل الفريق الفرنسي على الكأس. لقد أحرز بلاتيني أهدافاً في جميع المباريات التي لعبها الفريق الفرنسي في الكأس، ليحقق رقماً قياسياً في بطولة أوروبا لم يحققه لاعب على الإطلاق وهو إحراز 9 أهداف في بطولة واحدة من بطولات الأمم الأوروبية. حيث أفتتح هدف الفوز ضد الدانمارك، ثم تبعها بثلاثة أهداف ضد بلجيكا وثلاثة أهداف أخرى ضد يوغوسلافيا، ثم هدف الفوز في الدقيقة الأخيرة من عمر المباراة ضد البرتغال في ملعب مارسيليا، وأخيراً هدف الركلة الحرة الشهير ضد إسبانيا في ملعب باريس. والفرق بينه وبين ثاني أفضل هداف في تلك البطولة ستة أهداف أي أنه الهداف الثاني برصيد 3 أهداف فقط.
لقد كان بلاتيني يلعب في عصره بمركز خط الوسط مع لويس فيرنانديز وجين تيغانا وألاين غيريسي، حيث اشتهر هذا الرباعي باسم «الألماسة السحرية» والذي يعد واحداً من أشهر خطوط الوسط في تاريخ كرة القدم.
تم التصويت له كأفضل لاعب أوروبي في الأعوام 1983 و1984 و1985 وحصل على جائزة أفضل لاعب في العالم والتي تمنحها مجلة فرانس فوتبول عامي 1984 و1985. ترأس بلاتيني لجنة تنظيم كأس العالم 1998 والتي أقيمت في وطنه فرنسا. أستمر بلاتيني في تقدمه وتطلعه وراء السلطات الإدارية للفيفا والاتحاد الأوروبي لكرة القدم UEFA.وتم إيقاف بلاتيني عن رئاسة الاتحاد الأوروبي لكرة القدم بعد أن تسببت معاملاته مع جوزيف بلاتر الرئيس السابق للفيفا في جره إلى خضم الفضيحة التي ضربت الاتحاد الدولي للعبة. وتمت معاقبة بلاتيني إلى جانب بلاتر الرئيس السابق للفيفا بسبب مدفوعات بقيمة مليوني فرنك سويسري (2.08 مليون دولار) قدمها الفيفا لبلاتيني في عام 2011 بعد موافقة بلاتر وذلك نظير عمل قام به الأول قبل نحو عقد من الزمان.

## الجوائز والميداليات
- تم الاتفاق على لقب بلاتيني وهو الفارس أو النبيل وذلك في عام 1985 وفي عام 1988 أصبح القائد.
- ميداليات الشرف مع الأندية:
- كأس فرنسا 1978 عندما لعب مع نادي نانسي
- لقب الاتحاد الفرنسي في 1981 عندما لعب مع نادي سانت إتيان
- مشترك في نهائيات كأس فرنسا 1981 عندما لعب مع نادي سانت إتيان
- مشترك في نهائيات كأس فرنسا عام 1982 عندما لعب مع نادي سانت إتيان
- الفائز بكأس إيطاليا 1983 عندما لعب مع نادي يوفنتوس
- الفائز ببطولة أمم أوروبا 1983 عندما لعب مع يوفنتوس
- في 1984 صنف ضمن السلسلة A لأفضل الهدافين (16 هدفا)
- 1983 مع الكرة الذهبية
- الفائز بلقب الاتحاد الإيطالي 1984 عندما لعب مع يوفنتوس
- الفائز بلقب كأس عابر القارات عندما لعب مع نادي يوفنتوس
- في 1985 صنف ضمن السلسلة A لأفضل الهدافين (18 هدفا)
- 1985 مع الكرة الذهبية
- فاز بلقب الاتحاد الإيطالي في عام 1986 عندما لعب مع يوفنتوس
- ميداليات الشرف مع منتخب فرنسا:
- كأس العالم 1978 الجولة الأولى
- كأس العالم 1982 المركز الرابع
- بطولة أمم أوروبا 1984 الفائز بالمركز الأول
- كأس العالم 1986 المركز الثالث
- إحصائيات:
- لعب 72 مباراة
- أحرز 41 هدفا
- الكابتن 49 مرة
- يعد رابع أعظم الهدافين الفرنسيين بعد كل من تييري هنري، أوليفيه جيرو وأنطوان غريزمان وقد سجل بلاتيني 41 هدف خلال 72 مباراة.

## روابط خارجية
- ميشيل بلاتيني على موقع IMDb (الإنجليزية)
- ميشيل بلاتيني على موقع الموسوعة البريطانية (الإنجليزية)
- ميشيل بلاتيني على موقع ميوزك برينز (الإنجليزية)
- ميشيل بلاتيني على موقع إن إن دي بي (الإنجليزية)
- ميشيل بلاتيني على موقع قاعدة بيانات الفيلم (الإنجليزية)
- ميشيل بلاتيني على موقع كينوبويسك (الروسية)
- ميشيل بلاتيني على موقع الاتحاد الدولي (مؤرشف)  (الإنجليزية)
- ميشيل بلاتيني على موقع الاتحاد الأوربي (الإنجليزية)
- ميشيل بلاتيني على موقع قاعدة بيانات كرة القدم.إي يو (الإنجليزية)
- ميشيل بلاتيني على موقع ليكيب (الفرنسية)
- ميشيل بلاتيني على موقع ناشيونال فوتبول تيمز (الإنجليزية)
- ميشيل بلاتيني على موقع اللجنة الأولمبية الدولية (الإنجليزية)
- ميشيل بلاتيني على موقع أوليمبيديا (الإنجليزية)